# 大和教団
大和教団（たいわきょうだん）とは、保積史子が立教した、宮城県仙台市青葉区に本部を置く日本の新宗教系の教団。現在の教主は二代目の三男保積秀胤（ほづみ秀胤）。信徒数は公称100,066人。

## 概要
神道系の御嶽教、実行教の信徒であった保積史子（ヒサ子）が、出羽三山で修行し大国主大神からの啓示を受けたとして、1957年（昭和32年）に文部大臣の認証を得て設立した。
なお保積史子は、福来友吉の紹介した、『霊能力者』、1979年（昭和54年）頃から『月刊宝石』、『主婦と生活』等の雑誌にも紹介されている。
教団の活動は、神託、霊媒、祈祷等による悩み解決を行うことを中心としており、現世救済的な宗教である。また、このような霊能力を目覚めさせるために古神道を通した修行を行う、古神道研修会も開催している。
開教主祭神として、大国主大神を、他に天之御中主大神、高皇産霊大神、神皇産霊大神、国常立大神、天照大御神、少彦名大神、事代主大神、産土大神を祭神とし、教団で運営する大國神社（宮司：開祖長男保積克信）で祀っている。

## 社会活動
教主の保積秀胤は、日本会議代表委員、新日本宗教団体連合会理事長に就いている。
また、参議院比例区選挙においては、2013年の第23回参議院議員通常選挙では中野正志を推薦し、2016年の第23回参議院議員通常選挙では山谷えり子を支援した。